# Enterprise Service Bus
Mit Enterprise Service Bus (ESB) bezeichnet man in der Informationstechnik (IT) eine Netzwerkarchitektur, die die Integration verteilter Dienste (englisch service) in der Anwendungslandschaft eines Unternehmens (engl. enterprise) unterstützt.
Teilweise bezeichnet man mit Enterprise Service Bus auch
- die Infrastruktur, die ein bestimmtes Unternehmen für die Integration der Dienste in seiner Anwendungslandschaft aufbaut.
- einen Architekturstil der Integration, der die Kommunikation über einen gemeinsam genutzten Kommunikationsbus einer Vielzahl von Punkt-Zu-Punkt-Verbindungen zwischen Anbietern und Nutzern von Softwarediensten vorzieht.
- Softwareprodukte, die das Konzept des ESB implementieren.

## Begriff
Ein Enterprise Service Bus dient dazu, „Dienste mittels eines Datenbusses in einem Unternehmensnetzwerk zur Verfügung zu stellen“. Im deutschen Sprachraum hat sich jedoch keine Übersetzung durchgesetzt. Enterprise Service Bus ist heute als Begriff der deutschen Fachsprache allgemein akzeptiert. Auch wenn der Name anderes suggeriert, ist das Prinzip auch außerhalb der Anwendungslandschaft eines Unternehmens (engl. enterprise) gültig.
Der Begriff Enterprise Service Bus wurde 2002 durch die Firma Gartner geprägt. Der Analyst Roy W. Schulte führte ihn ein, um eine Kategorie von Softwareprodukten zu beschreiben, die nach seiner Beobachtung ab 2002 auf dem Markt erhältlich waren. Andere Quellen heben hervor, dass der Begriff im Jahr 2002 durch die Firma Sonic für eines ihrer Softwareprodukte geprägt und anschließend durch Analysten übernommen wurde.
Durch das Buch von David A. Chappell mit dem gleichnamigen Titel (publiziert 2004) wurde er einem breiteren Fachpublikum bekannt.

### Bedeutungen
Der Gartner-Report aus dem Jahr 2002 verwendet den Begriff im Sinn einer Kategorie von Softwareprodukten. Sowohl Produzenten von frei verfügbarer Software wie auch kommerzielle Anbieter bezeichnen ihre Produkte als Enterprise Service Bus.
Monographien und Kommentare zum Thema Enterprise Service Bus verwenden den Begriff auch im Sinn eines Architekturkonzepts. Softwarehersteller folgen in einigen Fällen dieser Interpretation, vor allem wenn sie auf die Möglichkeit hinweisen, das Konzept eines Enterprise Service Bus mit einer Palette ihrer Produkte realisieren zu können.
Weitere Quellen verwenden den Begriff im Sinn der konkreten Infrastruktur, die ein Unternehmen für Anwendungsintegration aufbaut. So verfügte das Finanzinstitut Credit Suisse 2005 über drei Instanzen eines Enterprise Service Bus: den CS Integration Bus für die synchrone Kommunikation, die Event Bus Infrastructure für die asynchrone Kommunikation und die Bulk Integration Infrastructure für die Übermittlung von Massendaten. Auch David A. Chappell weist in seinem Buch darauf hin, dass die konkrete Infrastruktur als Enterprise Service Bus bezeichnet werden kann.

## Aufbau und Konzepte

### Integration in einer Anwendungslandschaft
Die Anwendungslandschaft einer Organisation unterstützt deren Geschäftsprozesse mit Informationstechnik. Ist sie im Stil einer Serviceorientierten Architektur gestaltet, kann sie in so genannte Dienste (engl. services) gegliedert werden. Ein Dienst umfasst eine fachlich und/oder technisch zusammengehörende Teilmenge der Funktionalität, mit der IT die Geschäftsprozesse unterstützt.
Dienstanbieter bieten ihre Funktionalität über Dienstschnittstellen (engl. service interfaces) so an, dass sie von Dienstnutzern in der Anwendungslandschaft angesprochen werden können. Je nach Unternehmen und konkreter Gestaltung einer Anwendungslandschaft kommen als Dienstnutzer neben anderen Diensten auch weitere Arten von Elementen einer Anwendungslandschaft in Frage, zum Beispiel Domänen, Anwendungen oder Komponenten.
Nutzt ein Dienstnutzer den Funktionsumfang eines Dienstanbieters, werden die beiden Elemente voneinander abhängig. Es entsteht eine logische Kopplung, die physisch zu realisieren ist. Die Gesamtheit der physischen Kopplungen bildet die Integrationsarchitektur einer Anwendungslandschaft.

Schematischer Aufbau eines ESB nach Chappell

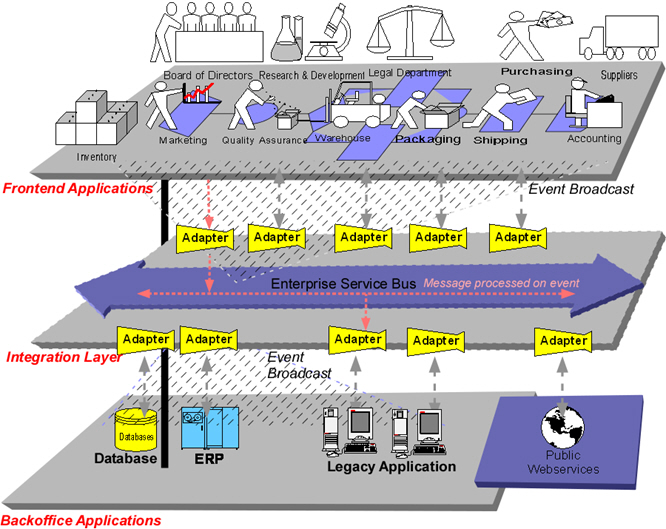
Use Case Schaubild eines ESB (Angeli, 2009)

### Bus und Endpunkte
Mit Bus bezeichnet man in der Daten- und Elektrotechnik ein Untersystem, das Daten oder Energie zwischen Teilen des Systems durch ein standardisiertes Format überträgt. Das Konzept des Enterprise Service Bus überträgt diesen Ansatz auf das Gebiet der unternehmensweiten IT-Architektur. Er ersetzt das komplizierte Netz der direkten physischen Kopplungen in einer Anwendungslandschaft durch eine Kommunikationsinfrastruktur, die gemeinsam durch alle Dienstanbieter und Dienstnutzer verwendet wird.
Ein Enterprise Service Bus besteht im Kern aus einem Kommunikationsbus, über den Nachrichten (engl. messages) ausgetauscht werden können. Dienste verbinden ihre Dienstschnittstellen über Endpunkte (engl. endpoints) mit dem Bus. Dienstnutzer kommunizieren nun mit einem Dienstanbieter, indem sie mit dem Dienstanbieter über den Bus Nachrichten austauschen.

### Adapter
Die technischen Eigenschaften von Dienstanbietern und Dienstnutzern unterscheiden sich in heterogenen Anwendungslandschaften beträchtlich. Weder die verwendeten Softwareplattformen, noch die unterstützten Kommunikationsprotokolle, Datenformate und Datenstrukturen sind im Allgemeinen unmittelbar kompatibel. Ist die Integrationsarchitektur einer Anwendungslandschaft vor allem durch Punkt-Zu-Punkt-Verbindungen geprägt, werden die entsprechenden Unterschiede jeweils bilateral überbrückt. Es entstehen komplizierte Netze von physischen Kopplungen, weil tendenziell jede logische Kopplung durch eine eigene physische Kopplung unterstützt wird.
Eine Integrationsarchitektur, die eine Integrationsplattform als Middleware nutzt, achtet darauf, dass sowohl Dienstanbieter wie Dienstnutzer mit der Middleware verbunden werden, wenn nötig mit überbrückenden Elementen, die als Adapter bezeichnet werden. Adapter als Teil der physischen Kopplung zwischen Dienstanbietern und Dienstnutzern können dabei für mehrere logische Kopplungen wiederverwendet werden. Es sind weniger auf genau eine logische Kopplung ausgerichtete physische Kopplungen nötig.
Das Konzept des Enterprise Service Bus folgt diesem Ansatz. Es unterscheidet sich in dieser Hinsicht nicht von anderen, zum Teil älteren Konzepten der Anwendungsintegration.

Integrationsdienste sind in einem Enterprise Service Bus ebenfalls verteilt und mit dem zentralen Message Bus verbunden (angelehnt an Chappell)

### Integrationsdienste und -fähigkeiten
Funktionen, die die Integration von verteilten Diensten unterstützen, sind in einem ESB in so genannten Integrationsdiensten (engl. integration service) gekapselt. Das Konzept des Enterprise Service Bus geht davon aus, dass Integrationsdienste ähnlich wie Geschäftsdienste in der Anwendungslandschaft verteilt sein können. Es setzt keinen zentralen Knoten voraus, der alle Integrationsdienste anbietet und über den Nachrichten laufen müssen, die diese Dienste nutzen. Dies ist eines der Merkmale, die das Konzept des Enterprise Service Bus von früheren Konzepten der Anwendungsintegration unterscheiden.
Die beiden wichtigsten Integrationsdienste sind die Transformations- und die Routingdienste:
TransformationsdiensteEin Transformationsdienst transformiert Daten von einem Format und einem Modell in ein anderes Format und ein anderes Modell. Er überbrückt Unterschiede in den Datenformaten und Datenmodellen zwischen Dienstanbietern und Dienstnutzern.
RoutingdiensteEin Routingdienst nimmt eine Nachricht über den ESB entgegen und leitet sie nach vordefinierten Regeln an die richtigen Empfänger weiter. Routingdienste können unterschiedliche Routingansätze unterstützen. Sie können zum Beispiel Routingentscheidungen basierend auf einer vorgegebenen Sequenz von Empfängern, die eine Nachricht erreichen soll, treffen. Dieses Konzept wird als Routing basierend auf Reisewegen (engl. itinerary-based routing) bezeichnet. Sie können ferner Routingentscheidungen basierend auf dem Inhalt einer Nachricht treffen. Dieses Konzept wird als inhaltsbasiertes Routing (engl. content-based routing, CBR) bezeichnet.
Für weitere Integrationsdienste ist umstritten, ob sie ebenfalls zu den Standarddiensten eines ESB gehören:
OrchestrierungsdiensteEin Orchestrierungsdienst kann den Fluss von Nachrichten zwischen Dienstnutzern und Dienstanbietern basierend auf vordefinierten Prozessmodellen steuern.

### Protokoll- und API-getriebene ESBs
Ein protokollgetriebener ESB (protocol driven ESB) definiert ein Protokoll, das Anbieter und Nutzer zu erfüllen haben, um Services aufrufen zu können. Der ESB stellt hier keine Tools und Bibliotheken zur Verfügung, jedoch erzwingen Protokolländerungen bei jedem Anbieter und Nutzer entsprechende Anpassungen. Web-Services (bzw. SOAP) verwenden diesen Ansatz.
Ein API-getriebener ESB (API driven ESB) stellt Anbietern und Nutzern plattformspezifische Schnittstellen (z. B. Java-Schnittstellen) zur Verfügung, um Services zu implementieren und aufzurufen.

## Anwendbarkeit und Nutzen
Das Konzept des Enterprise Service Bus ist anwendbar, wenn es gilt, eine genügend große Anzahl von eigenständigen Diensten für einen übergreifenden Zweck zu integrieren. Trotz des Namensbestandteils Enterprise (engl. für Unternehmen) kann das Konzept eines Enterprise Service Bus auch in einem enger gefassten Kontext sinnvoll angewendet werden, zum Beispiel innerhalb einer bestimmten fachlichen Domäne, innerhalb einer Abteilung oder im Kontext eines Projekts, in dem isolierte Dienste integriert werden, um ein bestimmtes Projektziel zu erreichen. Es wird empfohlen, einen Enterprise Service Bus nicht als IT-Infrastruktur zu verstehen, die eine IT-Abteilung in Analogie zur Verkabelung in Bürogebäuden unabhängig von konkreten Geschäftsbedürfnissen bereitstellt. Vielversprechend sei vielmehr, mit Hilfe eines Enterprise Service Bus konkrete, lokale Probleme zu lösen und aufbauend darauf übergreifende Integrationslösungen im Sinne eines Enterprise Service Bus aufzubauen.
Das Konzept des Enterprise Service Bus ist unabhängig von der Branche in allen Organisationen anwendbar, die in hohem Maß durch IT unterstützt werden. Hervorzuheben sind dabei die Finanz- und Versicherungsbranche, die Telekommunikationsbranche, Detailhandel, Industrie und öffentliche Verwaltung.
Ein Enterprise Service Bus allein generiert insofern keinen Geschäftsnutzen, als er in fachlich motivierten IT-Lösungen immer nur Mittel und nicht Zweck ist. Indirekt kann der Einsatz eines Enterprise Service Bus Geschäftsnutzen erzeugen, weil er dazu beitragen kann, die Anwendungslandschaft eines Unternehmens kosteneffizienter und agiler zu gestalten:
- Ein ESB kann ermöglichen, dass isolierte Dienste schneller und kosteneffizienter integriert werden können.
- Integrationslösungen, die auf einem ESB basieren, können normalerweise schneller und kosteneffizienter an veränderte Anforderungen angepasst werden.

Dem IT-Architekten bietet das Konzept eines Enterprise Service Bus zusätzlich folgende Vorteile:
- Integrationsaufgaben lassen sich außerhalb der zu integrierenden Dienste implementieren. Diese Trennung der Geschäftslogik von der Integrationslogik trägt zur Reduktion der Komplexität und damit zu deren Beherrschung bei.
- Das Konzept geht von einem modularen, verteilten Aufbau des ESB aus und kann deshalb in unterschiedlichen Konfigurationen in einer breiten Palette von Lösungen sinnvoll eingesetzt werden.
- Auf dem Markt verfügbare ESB-Produkte bringen vorgefertigte Bausteine (Routingdienste, Transformationsdienste etc.) mit, die in einer Lösung mit geringem Zusatzaufwand wiederverwendet werden können.

## Abgrenzung und Einordnung
Enterprise Application Integration (EAI)Ist eine Disziplin der Informationstechnik, die sich mit der Gestaltung von physischen Kopplungen zwischen Elementen einer Anwendungslandschaft beschäftigt. Das Konzept des Enterprise Service Bus ist kein Ersatz für EAI, sondern einerseits ein möglicher Architekturstil für die Gestaltung von Integrationsarchitektur und andererseits ein mögliches Mittel, um physische Kopplungen im Rahmen von EAI konkret zu realisieren.
Serviceorientierte Architektur (SOA)Ist ein Architekturstil für die Gestaltung von Anwendungslandschaften. Der Integration von verteilten Diensten kommt dabei besondere Bedeutung zu und die Integrationsarchitektur dieser Anwendungslandschaften profitiert vom Einsatz von Integrations-Middleware. Integrationsaufgaben in einer nach SOA-Prinzipien gestalteten Anwendungslandschaft können grundsätzlich aber auch ohne Integrations-Middleware bzw. mit den seit den 1990er Jahren bekannten Werkzeugen der Anwendungsintegration gelöst werden. ESB ist in diesem Sinn keine Voraussetzung für SOA, sondern allenfalls zeitgemäße Unterstützung. Es gibt namentlich keinen zwingenden Grund, Integrationsaufgaben in einer SOA mit einem Werkzeug zu unterstützen, das auf dem Markt als ESB angeboten wird.
Message Oriented Middleware (MOM)Bezeichnet eine Klasse von Softwareprodukten, die als Kommunikationsinfrastruktur in Anwendungslandschaften eingesetzt wird. MOM-Produkte dienen der sicheren, robusten und skalierbaren Übertragung von Nachrichten zwischen verteilten Diensten. Eine Instanz eines MOM kann das Fundament eines Enterprise Service Bus bilden.

## Kritik
Bereits Schulte wies darauf hin, dass Enterprise Service Bus kein neues Konzept darstelle. Der Zweck eines Enterprise Service Bus sei dem Zweck der seit den 1990er Jahren verbreiteten Integration Brokern sehr ähnlich. Im gleichen Zusammenhang wird kritisiert, dass es sich beim Begriff Enterprise Service Bus um einen leicht einprägsamen und durch Modeströmungen in der Informationstechnik beeinflussten Marketingbegriff handle, der zu unscharf geblieben sei, um ihn in der Lösungsbeschreibung für konkrete Probleme der IT-Architektur verwenden zu können.
Das Konzept des Enterprise Service Bus sei ferner ungeeignet als Produktkategorie in der Softwareindustrie. Er sei zu wenig scharf umrissen, um eine homogene Gruppe von Softwareprodukten zu beschreiben.
Die Art und Weise, wie Unternehmen ESBs in ihre Anwendungslandschaften einführen, stößt ebenfalls auf Kritik. Die Namenskomponenten Enterprise und Service würden wörtlich genommen, so dass Unternehmen Gefahr liefen, überdimensionierte und zu generische Infrastruktur einzuführen, für die es zum Zeitpunkt der Realisierung keine ausreichenden Geschäftsbedürfnisse gebe.
IT-Abteilungen gehen teilweise davon aus, dass die Beschaffung und Installation eines Enterprise Service Bus (im Sinne eines Softwareprodukts) eine wesentliche Voraussetzung und der kritische Erfolgsfaktor für die Lösung ihrer Integrationsprobleme sei. Kritische Stimmen merken an, dass die Gestaltung und der Betrieb einer kosteneffizienten, korrekten und flexiblen Integrationsarchitektur in erster Linie eine konzeptionelle und steuernde Aufgabe sei. Die Auswahl und der Einsatz eines bestimmten Werkzeugs sei im Vergleich dazu eher nebensächlich.
Physische Kopplungen zwischen Diensten oder Anwendungen können in drei Gruppen eingeteilt werden: physische Kopplungen der Präsentationsintegration auf der Ebene von Benutzerschnittstellen, physische Kopplungen der Logikintegration auf der Ebene der Geschäftsfunktionen einer Anwendung und physische Kopplungen der Datenintegration auf der Ebene des direkten Zugriffs auf persistente Daten. In hinreichend komplexen Anwendungslandschaften gibt es physische Kopplungen auf allen drei Ebenen, während das Konzept des Enterprise Service Bus hauptsächlich auf die Ebene der Logikintegration ausgerichtet ist. Weder das Konzept noch darauf aufbauende Softwareprodukte unterstützen Präsentationsintegration, wie sie zum Beispiel in Portalen und in Rich Clients vorkommt. ESBs stellen zudem ein Lösungsmuster dar, um direkte physische Kopplungen auf der Datenebene zu verhindern, nicht zu ermöglichen. Für im Einzelfall gerechtfertigte physische Kopplungen auf der Ebene Datenintegration bietet ein ESB deshalb keine Unterstützung. Zusammenfassend kann man festhalten, dass das Konzept des Enterprise Service Bus und der darauf aufbauenden Produkte nur auf eine Teilmenge der Integrationsaufgaben in hinreichend komplexen Anwendungslandschaften ausgerichtet sind.

## Implementierungen
Die folgende Tabelle listet Software-Produkte auf, die auf dem Markt als Enterprise Service Bus angeboten werden.
| Name                                                      | Anbieter                                | kurze Beschreibung | Art        |
| --------------------------------------------------------- | --------------------------------------- | --- | ---------- |
| Apache Service Mix                                        | Apache Software Foundation              | Implementierung der Java Business Integration (JBI) Spezifikation der Apache Software Foundation mit vielen JBI-Komponenten.                                          | frei       |
| Apache Synapse                                            | Apache Software Foundation              | ESB mit dem Fokus auf Webservice-Unterstützung (basiert auf Apache Axis2).                                                                                            | frei       |
| Apache Tuscany                                            | Apache Software Foundation              | Implementierung der SCA Spezifikation | frei       |
| Biztalk Server                                            | Microsoft                               | | proprietär |
| ChainBuilder ESB                                          | Chain Builder ESB Integration Community | JBI basierter ESB mit graphischen Werkzeugen zur Vereinfachung des Entwicklungsaufwands.                                                                              | frei       |
| CrossLoom EESB                                            | UMa Soft GmbH                           | Neben den normalen ESB-Funktionalitäten gibt es einen application designer, eine systemübergreifende Workflowengine und browserbasierte Offlineformulare              | proprietär |
| DataToolKit                                               | WMIT Solutions GmbH                     | Das DataToolKit vereint ESB-Funktionalität mit einer Workflow Engine. Das DataToolKit ist für verteilte Systeme entwickelt und kann hochverfügbar installiert werden. | frei       |
| Bridge                                                    | Scheer PAS Deutschland GmbH             | Modellbasierte Integration (BPMN, UML), Vielzahl von Adaptern | proprietär |
| Fiorano ESB                                               | Fiorano Software                        | | proprietär |
| FUSE ESB                                                  | FUSE Open Source Community              | basiert auf Apache ServiceMix | frei       |
| JBoss ESB                                                 | JBoss                                   | ESB basierend auf der Messaging-Unterstützung von JBoss | frei       |
| Mule ESB                                                  | MuleSoft                                | | frei       |
| NServiceBus                                               | Particular Software                     | Framework zur Anwendungsentwicklung unter Microsoft .NET, verfügbar als Open Source sowie unter proprietärer Lizenz.                                                  | frei       |
| OpenESB                                                   | Sun Microsystems / OpenESB Community    | Implementierung der Java Business Integration (JBI) Spezifikation mit guter Unterstützung der NetBeans IDE                                                            | frei       |
| OpenAdapter                                               | OpenAdapter                             | EAI basierter Ansatz, der eine Vielzahl von Adaptern für Integrationslösungen bereitstellt.                                                                           | frei       |
| Oracle ESB                                                | Oracle                                  | | proprietär |
| Orchestra                                                 | soffico                                 | Besteht aus Designer, Monitor, Runtime | proprietär |
| Petals ESB                                                | OW2 Consortium                          | JBI basierter ESB, der von OW2 (früher ObjectWeb) gehostet wird. | frei       |
| Progress Artix ESB                                        | Progress Software                       | | proprietär |
| Progress Sonic ESB                                        | Progress Software                       | | proprietär |
| SAP NetWeaver Process Integration                         | SAP                                     | | proprietär |
| Seeburger Business Integration Server                     | Seeburger                               | | proprietär |
| Service Bus                                               | Microsoft                               | Enterprise Service Bus für Azure und Microsoft Windows Server (ab Windows Server 2008 R2 SP1)                                                                         | proprietär |
| SoftProject X4 ESB                                        | SoftProject                             | X4 ESB verbindet IT-Systeme und stellt Services für eine Service-orientierte Architektur (SOA) bereit                                                                 | proprietär |
| Spring Integration                                        | Spring Source                           | Integrations-Framework basierend auf Spring | frei       |
| StoneOne EIB                                              | StoneOne                                | Der EIB ist ein erweiterter Enterprise Service Bus mit einer Reihe zusätzlicher Services zur Orchestrierung                                                           | proprietär |
| Sun Java Composite Application Platform Suite (Java CAPS) | Sun Microsystems                        | | proprietär |
| Talend ESB                                                | Talend Germany                          | | frei       |
| Transconnect                                              | SQL Projekt AG                          | universeller Integrationsserver, Modellierung statt Programmierung | proprietär |
| AMX                                                       | TIBCO                                   | | proprietär |
| webMethods ESB-Plattform                                  | Software AG                             | | proprietär |
| Integration Bus                                           | IBM                                     | | proprietär |
| WebSphere                                                 | IBM                                     | | proprietär |
| WSO2 Enterprise Service Bus                               | WSO2                                    | basiert auf Apache Synapse | frei       |
| Zato                                                      | Zato Source                             | In Python | frei       |